# Řád přátelství (Uzbekistán)
Řád přátelství (uzbecky: Doʻstlik ordeni) je státní vyznamenání Republiky Uzbekistán. Založen byl v roce 1994 prezidentem republiky Islamem Karimovem. Udílen je za přínos k posílení přátelství, bratrství a vzájemného souladu mezi zástupci všech národů a národností a za přínos k rozvoji přátelství a spolupráce mezi uzbeckými národy občanům Uzbekistánu i cizím státním příslušníkům.

## Historie
Řád byl založen z iniciativy prezidenta Uzbekistánu Islama Karimova na základě zákona schváleného dne 5. května 1994 parlamentem Uzbekistánu.

## Pravidla udílení
Udílen je prezidentem Uzbekistánu za přínos k posílení přátelství, bratrství a vzájemného souladu mezi zástupci všech národů a národností a za přínos k rozvoji přátelství a spolupráce mezi uzbeckými národy. Vyznamenanými mohou být občané Uzbekistánu i cizí státní příslušníci. V určitých případech může být udělen i správním a územním celkům země.
Medaile s dekretem je vyznamenaným předávána při zvláštní slavnosti prezidentem republiky, nebo v jeho zastoupení ji předává předseda dolní komory parlamentu, předseda Senátu či předseda vlády Uzbekistánu. V případě posmrtného udělení řádu přebírají insignie příslušníci jeho rodiny.

## Insignie
Řádový odznak je vyroben z pozlaceného tombaku. Má tvar dvou osmicípých hvězdy položených na sebe. Cípy spodní hvězdy jsou modře smaltované a ve tvaru trojúhelníků. Menší horní hvězda je zlatá s cípy ve tvaru pětiúhelníků se vzorem paprsků. Velikost větší hvězdy je 47 mm a menší 41 mm. Uprostřed odznaku je kulatý bíle smaltovaný medailon o průměru 12 mm. V medailonu jsou dvě zlaté potřásající si ruce. Okolo medailonu je modře smaltovaný kruh s 12 stříbrnými hvězdami symbolizujícími 12 lidských ctností. Tento celek je orámován zlatým kruhem s červeně smaltovaným nápisem DOʻSTLIK v horní části a zlatými vavřínovými větvemi ve spodní části. Na zadní straně je sériové číslo.
Stuha z moaré sestává ze čtyř širších pruhů modré, zelené, žluté a červené barvy, které jsou mezi sebou odděleny úzkými bílými proužky.
Medaile je nošena nalevo na hrudi.